# Froyelles
Froyelles is een gemeente in het Franse departement Somme (regio Hauts-de-France) en telt 105 inwoners (2009). De plaats maakt deel uit van het arrondissement Abbeville.

## Geografie
De oppervlakte van Froyelles bedraagt 2,8 km², de bevolkingsdichtheid is dus 37,5 inwoners per km².
De onderstaande kaart toont de ligging van Froyelles met de belangrijkste infrastructuur en aangrenzende gemeenten.

## Demografie
Onderstaande figuur toont het verloop van het inwonertal (bron: INSEE-tellingen).